# Cristóbal Báthory
El conde Cristóbal Báthory de Somlya (en húngaro: Báthory Kristóf) (Szilágysomlyó, 1530-Gyulafehérvár, 27 de mayo de 1581) voivoda de Transilvania, hermano mayor del rey Esteban I Báthory de Polonia. Noble húngaro miembro de la Casa de Báthory.

## Biografía
Cristóbal nació en 1530 en la propiedad familiar de Szilágysomlyón, como hijo del voivoda transilvano Esteban Báthory de Somlya (1477-1534) y Catalina Telegdy de Kincstartó (1492-1547). Después de que Hungría cayese ante los turcos en la batalla de Mohács de 1526, el reino se dividió en dos facciones, una occidental que apoyaba la elección como nuevo rey de Fernando I de Habsburgo, y otra que apoyaba al hijo del fallecido Esteban Szapolyai, el conde Juan Szapolyai, quien era voivoda de Transilvania en ese tiempo. 
Tras la muerte de Juan Szapolyai en 1540, Cristóbal y su familia continuaron leales a la reina viuda Isabela Jagellón de Hungría y a su pequeño hijo Juan Segismundo Szapolyai. Cristóbal tomó parte en muchas misiones diplomáticas enviado por Isabela, y en 1557 estuvo en la corte francesa para pedirle al rey Enrique II de Francia que interviniese para que la reina Isabela recuperase las ciudades de Lippa, Temesvár y Becskerek, junto con la Transilvania entera de manos de los turcos otomanos. En 1565 Cristóbal fue uno de los comandantes del ejército de Juan Segismundo Szapolyai y liberó a Huszt de las fuerzas militares invasoras de Lazar de Schwend, comandante germánico. La situación era compleja, pues los Habsburgo habían conseguido hacerse con la corona húngara y así, Juan Segismundo Szapolyai intentaba como máxima autoridad húngara hacerle frente y reclamar el trono de Hungría.
En 1571 Cristóbal tomó como esposa a Isabel Bocskai, hermana menor del noble Esteban Bocskai, otro personaje influyente húngaro (y que posteriormente será también Príncipe de Transilvania). Entonces, entre 1571 y 1576 Cristóbal se convirtió en capitán de Várad, ocupando el cargo militar más alto en Transilvania. Después de la muerte del príncipe Juan Segismundo de Transilvania en 1571, Esteban Báthory, el hermano mayor de Cristóbal asumió el trono gobernando el Estado húngaro transilvano, el cual ya era independiente de los territorios controlados por los Habsburgo. A partir de 1576, Esteban Báthory fue rey de Polonia, por lo cual se marchó y dejó a la cabeza de Transilvania como regente a su hermano Cristóbal Báthory, pero sin renunciar al título de Príncipe.
Cristóbal murió el 27 de mayo de 1581. Tras su muerte, su pequeño hijo Segismundo Báthory, sobrino del rey Esteban, fue elegido como regente transilvano. Sin embargo, Segismundo era menor de edad aún, por lo cual Esteban continuó gobernando Transilvania como Príncipe. Cuando murió Esteban en 1586, el noble Juan Ghyczy continuó como regente y tutor del pequeño Segismundo Báthory hasta que este alcanzó la edad apropiada para convertirse en Príncipe de Transilvania.